# الخشب (القبيطة)

تعديل مصدري - تعديل

الخشب هي إحدى قرى عزلة كرش بمديرية القبيطة التابعة لمحافظة لحج، بلغ تعداد سكانها 240 نسمة حسب تعداد اليمن لعام 2004.